# Santa Clara La Laguna
Santa Clara La Laguna är en kommunhuvudort i Guatemala.   Den ligger i departementet Departamento de Sololá, i den sydvästra delen av landet, 80 km väster om huvudstaden Guatemala City. Santa Clara La Laguna ligger 2 117 meter över havet och antalet invånare är 5 306. Den ligger vid sjön Lago de Atitlán.
Terrängen runt Santa Clara La Laguna är kuperad åt nordost, men åt sydväst är den bergig. Runt Santa Clara La Laguna är det ganska tätbefolkat, med 214 invånare per kvadratkilometer. Närmaste större samhälle är Santiago Atitlán, 11,6 km sydost om Santa Clara La Laguna. I omgivningarna runt Santa Clara La Laguna växer i huvudsak städsegrön lövskog.